# Ignatius Bohrer
Ignatius Bohrer (auch: Johann Ignaz Bohrer oder Joannes Baptista Ignatius Bohrer) (* Februar 1693 in Mainz; † 12. April 1759 in Mainz) war ein deutscher Architekt und Mainzer Hofmaurer.

## Leben
Ignatius Bohrer wurde im Februar 1693 in der Kirche St. Ignaz in Mainz getauft. Er war der Sohn von Joannis und Mariae Barbarae Bohrer. Am 1. August 1717 ehelichte er in der Kirche St. Stephan Mariae Ursulae Dihl.
Bohrer erbaute 1725/26 zusammen mit Georg Schneller nach Plänen von Johannes Weydt die Saalkirche St. Nazarius in Lorsch. 1732 errichtete er die Dekanei in Idstein. Ignaz Bohrer entwarf die Streitkirche in Kronberg im Taunus, die 1739 fertiggestellt, doch wegen des Kirchenstreits nie als Kirche geweiht und genutzt wurde. Der Kirchturm wurde 1765 abgerissen und das Bauwerk in ein Zivilgebäude umgewandelt. Am Neubau der nicht mehr existierenden Jesuitenkirche in Mainz 1742 bis 1746 war Bohrer als Maurermeister beteiligt. Das Gebäude wurde bis 1811 schon wieder niedergelegt, nachdem es bei der Beschießung von Mainz 1793 schwer beschädigt wurde.